# Битка код Фредриксхамна
Битка код Фредриксхамна одиграла се 15. маја 1790. године између шведске и руске војске. Битка је део руско-шведског рата (1788—1790) и завршена је победом Швеђана.

## Битка
Шведски краљ Густав III напао је Фредриксхамн (данашњу Хамину). Прилазећи граду са мора, Швеђани (око 100 ратних бродова и 3000 војника) су у уском каналу дочекани ватром руских обалских батерија и флотиле од 3 већа ратна брода и 46 малих. Флотила се под притиском Швеђана повукла све до пред саму тврђаву Фредриксхамн. У девет часова, када је Густав прекинуо напад ради одмора, Руси су искористили овај предах за довлачење појачања. Поновљени напад су одбили у 18 часова после трочасовне борбе у којој су изгубили 29, а Швеђани само један брод. Како ни при поновљеном нападу од 19. маја град није пао, Швеђани су се повукли.